# Mounanaite
La mounanaite è un minerale.